# Irish Texaco Cup 1973/74
Der Irish Texaco Cup wurde 1973/74 zum 1. Mal ausgespielt. Als Sponsor und Namensgeber des Turniers trat die US-amerikanische Mineralölgesellschaft Texaco auf. Das Turnier für Fußball-Vereinsmannschaften aus der Republik Irland und Nordirland wurde unter 4 Teilnehmern ausgespielt. Davon waren 2 Vereine dem irischen und dem nordirischen Verband unterstehend. Er begann am 18. September 1973 und endete mit dem Finalrückspiel am 1. Januar 1974 im Dalymount Park in Dublin. Im Endspiel trafen Bohemians Dublin aus Irland und der Portadown FC aus Nordirland aufeinander. Das Finale gewann Portadown nach Hin- und Rückspiel mit 5:3.

## Halbfinale
Die Hinspiele fanden am 18. und 20. September 1973, die Rückspiele am 3. und 4. Oktober 1973 statt.
|                  | Gesamt |                 | Hinspiel | Rückspiel |
| ---------------- | ------ | --------------- | -------- | --------- |
| Bohemians Dublin | 8:3    | Coleraine FC    | 3:1      | 5:2       |
| Portadown FC     | 6:3    | Shamrock Rovers | 2:2      | 4:1       |

## Finale

### Hinspiel
| Portadown FC                                  | Portadown FC | Bohemians Dublin | Bohemians Dublin |
| --------------------------------------------- | --- | --- | ---------------- |
| Portadown FC                                  | \| 25. Oktober 1973 in Portadown (Shamrock Park) \| \| Ergebnis: 4:1 (1:0) \| \| Zuschauer: 5.000 \| \| Schiedsrichter: Jack Lorimer ( Nordirland) \| | \| 25. Oktober 1973 in Portadown (Shamrock Park) \| \| Ergebnis: 4:1 (1:0) \| \| Zuschauer: 5.000 \| \| Schiedsrichter: Jack Lorimer ( Nordirland) \| | Bohemians Dublin |
| Portadown FC                                  | Cheftrainer: Gibby McKenzie | Cheftrainer: Billy Young | Bohemians Dublin |
| Portadown FC                                  | 1:0 Fleming (45.) 2:1 Fleming (75.) 3:1 Jackson (77., Eigentor) 4:1 Morrison (90.)                                                                    | 1:1 Terry Flanagan (70.) | Bohemians Dublin |
| 25. Oktober 1973 in Portadown (Shamrock Park) | | |                  |
| Ergebnis: 4:1 (1:0)                           | | |                  |
| Zuschauer: 5.000                              | | |                  |
| Schiedsrichter: Jack Lorimer ( Nordirland)    | | |                  |

### Rückspiel
| Bohemians Dublin                          | Bohemians Dublin | Portadown FC | Portadown FC |
| ----------------------------------------- | --- | --- | ------------ |
| Bohemians Dublin                          | \| 1. Januar 1974 in Dublin (Dalymount Park) \| \| Ergebnis: 2:1 (2:1) \| \| Schiedsrichter: Derry Barrett ( Irland) \| | \| 1. Januar 1974 in Dublin (Dalymount Park) \| \| Ergebnis: 2:1 (2:1) \| \| Schiedsrichter: Derry Barrett ( Irland) \| | Portadown FC |
| Bohemians Dublin                          | Cheftrainer: Billy Young                                                                                                | Cheftrainer: Gibby Mackenzie                                                                                            | Portadown FC |
| Bohemians Dublin                          | 1:1 Terry Flanagan (31.) 2:1 Turlough O’Connor (36.)                                                                    | 0:1 Morrison (15.) | Portadown FC |
| 1. Januar 1974 in Dublin (Dalymount Park) | | |              |
| Ergebnis: 2:1 (2:1)                       | | |              |
| Schiedsrichter: Derry Barrett ( Irland)   | | |              |